# قائمة البعثات الدبلوماسية في تايلاند

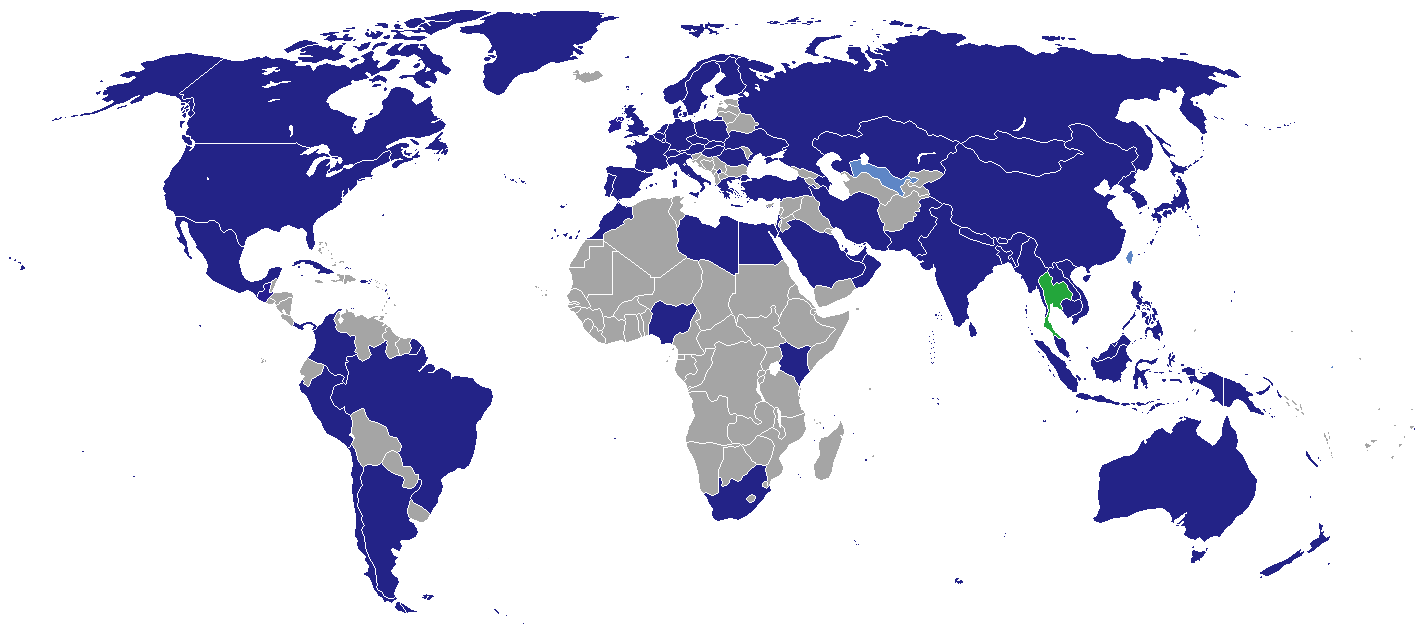
خريطة البعثات الدبلوماسية في تايلاند

هذه قائمة بالبعثات الدبلوماسية في تايلاند. حاليا توجد 80 سفارة في بانكوك. البعثات المدرجة أدناه هي البعثات الدبلوماسية في تايلاند (لا تشمل القنصليات الفخرية).

## السفارات في بانكوك
| - الأرجنتين - أستراليا - النمسا - البحرين - بنغلاديش - بلجيكا - بوتان - البرازيل - بروناي - كمبوديا - كندا - تشيلي - الصين - كولومبيا - كوبا - جمهورية التشيك - الدنمارك - تيمور الشرقية - مصر - فنلندا - فرنسا - ألمانيا - اليونان - غواتيمالا - الفاتيكان - المجر - الهند | - إندونيسيا - إيران - جمهورية أيرلندا - إسرائيل - إيطاليا - اليابان - كازاخستان - كينيا - كوسوفو - الكويت - لاوس - ليبيا - لوكسمبورغ - ماليزيا - جزر المالديف - المكسيك - منغوليا - المغرب - ميانمار - نيبال - هولندا - نيوزيلندا - نيجيريا - كوريا الشمالية - النرويج - عُمان - باكستان | - بنما - بيرو - الفلبين - بولندا - البرتغال - قطر - رومانيا - روسيا - السعودية - سنغافورة - سلوفاكيا - جنوب إفريقيا - كوريا الجنوبية - مالطا - إسبانيا - سريلانكا - السودان - السويد - سويسرا - تركيا - أوكرانيا - الإمارات العربية المتحدة - المملكة المتحدة - الولايات المتحدة - فيتنام |

## مكاتب تمثيلية (بما في ذلك تلك التي تمثل المنظمات الدولية)
- الاتحاد الأوروبي (وفد)
- تايوان (مكتب تايبيه الاقتصادي والثقافي في تايلاند)
- هونغ كونغ (مكتب هونغ كونغ الاقتصادي والتجاري)

## القنصليات

### القنصلية العامة في بانكوك
- ناورو [1]
- أوزبكستان

### القنصليات العامة فيشيانغ ماي
- الصين
- الهند
- اليابان
- الولايات المتحدة

### القنصلية العامة في سا كايو
- كمبوديا

### القنصليات العامة فيسونجخلا
- الصين
- إندونيسيا
- ماليزيا

### القنصليات العامة فيخون كاين
- الصين
- لاوس
- فيتنام

## سفارات غير مقيمة
مدرجة حسب مدينة الإقامة.
| - بكين - بنين - بوروندي - جزر القمر - جمهورية الكونغو الديمقراطية - جمهورية الكونغو - ساحل العاج - غينيا الاستوائية - إستونيا - غيانا - آيسلندا - جامايكا - ليتوانيا - مقدونيا - مالاوي - مالطا - ولايات ميكرونيسيا المتحدة - سيراليون - سيشل - سلوفينيا - الصومال - توغو - بلموبان - بليز - كانبرا - ساموا - تونغا - الدوحة - موريتانيا - هانوي - بيلاروس - جاكرتا - كرواتيا - الإكوادور - موزمبيق - صربيا - سورينام - تونس | - كوالالمبور - أفغانستان - الجزائر - أذربيجان - البوسنة والهرسك - إسواتيني - فيجي - غانا - غينيا - العراق - قرغيزستان - ليسوتو - موريشيوس - ناميبيا - فلسطين - بابوا غينيا الجديدة - السنغال - سوريا - طاجيكستان - تنزانيا - تركمانستان - أوغندا - الأوروغواي - فنزويلا - اليمن - زامبيا - زيمبابوي - بودغوريتسا - الجبل الأسود - مدينة سان مارينو - سان مارينو - سول - الغابون | - نيودلهي - أنغولا - بوركينا فاسو - قبرص - جمهورية الدومينيكان - إلسالفادور - إرتريا - إثيوبيا - الأردن - جورجيا - لبنان - مالي - النيجر - باراغواي - طوكيو - بوتسوانا - جيبوتي - هندوراس - ليبيريا - مدغشقر - جزر مارشال - نيكاراغوا - رواندا |

## سفارات مستقبلية
- غامبيا (سفارة) [2]

## السفارات السابقة
- بلغاريا
- العراق
- الأردن
- لبنان
- سوريا